# Huleløve
Huleløven (Panthera leo spelaea) var en løve, der levede i Europa i den pleistocæne epoke indtil slutningen af Weichsel-istiden for ca. 12.000 år siden. Både det danske navn og det latinske spelaea kommer af at de fleste fossiler er fundet i huler.
Huleløve betragtedes tidligere som en underart af løve (Panthera leo) og altså meget nært beslægtet med den nulevende løve. DNA-undersøgelser offentliggjort i 2016  afslørede dog at huleløven var en selvstændig art.
Huleløven var en af de største løver man kender. En voksen han fundet i 1985 i Tyskland havde en skulderhøjde på 1,2 m og en kropslængde (målt uden hale) på 2,1 m.

## Udbredelse
Huleløven og den fjernøstlige form Panthera leo vereshchagini udgjorde en sammenhængende population fra det vestlige Europa til Alaska over Bering-landbroen.
Huleløven levede formentlig ikke i huler, men foretrak åbne nåleskove, skovsteppe og skovtundra, hvor de kunne jage mellemstore og store planteædere. Fossile fodspor fra huleløve optræder sammen med tilsvarende spor af rensdyr og viser at huleløven havde stor kuldetolerance.